# Criminal Minds (9.ª temporada)
Criminal Minds foi oficialmente renovada para uma nona temporada em 9 de maio de 2013.e estreou na CBS e CTV , em 25 de setembro de 2013.A temporada consiste em 24 episódios com o 200º episódio sendo o episódio 14 da temporada, e o final em 14 de maio. Esta nova temporada é dito para revelar mais sobre o passado da agente Jennifer "JJ" Jareau. "Vamos usar o presente fortuito da 6ª temporada para explicar com flashbacks o que aconteceu quando ela estava trabalhando para o Pentágono e por que ela voltou como uma personagem muito mais forte. Eu nunca tive a chance de flexionar meus músculos de atuação como isso no programa!" disse A.J. Cook.A temporada também contou com o retorno de Paget Brewster e Jayne Atkinson para o 200º episódio, que foi ao ar em 5 de fevereiro de 2014. Em 14 de maio de 2014, foi revelado no final da temporada que Alex Blake (Jeanne Tripplehorn) estaria deixando o show.

## Elenco

### Principal
- Joe Mantegna como Agente Especial de Supervisão David Rossi (Agente Sênior da BAU);
- Shemar Moore como Agente Especial de Supervisão Derek Morgan (Agente BAU);
- Matthew Gray Gubler como Agente Especial de Supervisão Dr. Spencer Reid (Agente BAU);
- A. J. Cook como Agente Especial de Supervisão Jennifer "JJ" Jareau (Agente BAU);
- Kirsten Vangsness como Analista Técnica Penelope Garcia (Analista Técnica BAU e Ligação de Co-Comunicação);
- Jeanne Tripplehorn como Agente Especial de Supervisão Dr. Alex Blake (Agente BAU);
- Thomas Gibson como Agente Especial de Supervisão Aaron "Hotch" Hotchner (Chefe da Unidade BAU e Ligação de Co-Comunicação).

### Estrela Convidada Especial
- Paget Brewster como Agente Emily Prentiss (Chefe da Interpol-London Office).

### Recorrente
- Esai Morales como Agente Especial Supervisor Mateo "Matt" Cruz (Chefe da Seção BAU);
- Rochelle Aytes como Savannah Hayes;
- Cade Owens como Jack Hotchner;
- Mekhai Andersen como Henry LaMontagne;
- Nicholas Brendon como Kevin Lynch;
- Meredith Monroe como Haley Hotchner;
- Josh Stewart como William "Will" LaMontagne Jr.

### Estrelas convidadas
- Jayne Atkinson como Erin Strauss;
- C. Thomas Howell como George Foyet / O Ceifador;
- Eva LaRue como Tanya Mays.